# Cockaigne Overture
De Cockaigne Overture (opus 40), met als subtitel In London Town, is een compositie van Edward Elgar, gecomponeerd in 1900. Het stuk werd onder leiding van hemzelf voor het eerst uitgevoerd op 20 juni 1901.
De titel van het stuk verwijst naar Het land van Kokanje, Luilekkerland, dat Elgar als een allegorie voor Londen gebruikt; de ondertitel luidt dan ook In London Town: het stuk evoceert de stad zoals die aanvoelde ten tijde van Eduard VII, met blaaskapellen en de drukte van straatventers, Cockneys, kerkklokken, paardenkoetsen en dies meer, gezien door de ogen van een jong koppeltje. De ouverture is voorzien op een volledig orkest, plus orgel. Een grappenmaker uit die tijd zei tegen Elgar dat de titel zou verwijzen naar cocaïne. Elgar grapte terug dat ether ook voldeed.
De compositie werd geschreven in opdracht van de Royal Philharmonic Society en werd na de eerste opvoering meteen populair. Elgar heeft zelf een opname van het werk voor de fonograaf opgenomen; het duurt immers ongeveer een kwartier, waardoor het op een plaat paste. 
De ouverture laat een leidmotief in C-majeur aan bod komen. Het koppeltje loopt voorbij een blaaskapel, dat een thema in Ges-majeur speelt; vervolgens verstilt het thema wanneer het paar een kerk betreedt, terwijl het thema van de blaaskapel op de achtergrond blijft weerklinken. De ouverture eindigt met een grootse finale in Es-majeur.
De Cockaigne Overture is een van de bekendste werken van Elgar gebleven. In 1971 dirigeerde toenmalig premier Edward Heath een opvoering ervan in de Royal Festival Hall. In de loop der jaren zijn er talloze opnamen van gemaakt.